# Мулабегович, Неджад
Неджад Мулабегович (хорв. Nedžad Mulabegović; род. 4 февраля 1981, Дервента) — хорватский легкоатлет, специалист по толканию ядра. Выступал за сборную Хорватии по лёгкой атлетике в 2000-х и 2010-х годах, обладатель бронзовых медалей Универсиады, Средиземноморских игр, Кубка Европы по зимним метаниям, многократный победитель и призёр первенств национального значения, участник трёх летних Олимпийских игр.

## Биография
Неджад Мулабегович родился 4 февраля 1981 года в городе Дервента, Босния и Герцеговина.
Занимался лёгкой атлетикой в Загребе, состоял в спортивном клубе «Младост». Окончил Университет Пердью.
Впервые заявил о себе на международном уровне в сезоне 1999 года, когда вошёл в состав хорватской национальной сборной и выступил на юниорском европейском первенстве в Риге, где в зачёте толкания ядра закрыл десятку сильнейших.
В 2000 году на юниорском мировом первенстве в Сантьяго занял в той же дисциплине 12-е место.
В 2001 году впервые выиграл зимний чемпионат Хорватии, показал 11-й результат на молодёжном европейском первенстве в Амстердаме.
В 2003 году в первый раз одержал победу на летнем национальном чемпионате в Загребе. Будучи студентом, представлял Хорватию на Универсиаде в Тэгу — завоевал здесь бронзовую медаль, став третьим после белорусов Андрея Михневича и Павла Лыжина.
Благодаря череде удачных выступлений удостоился права защищать честь страны на летних Олимпийских играх 2004 года в Афинах — на предварительном квалификационном этапе толкнул ядро на 19,07 метра, чего оказалось недостаточно для выхода в финал.
В 2006 году отметился выступлением на чемпионате Европы в Гётеборге.
В 2007 году толкал ядро на чемпионате мира в Осаке.
На Олимпийских играх 2008 года в Пекине в программе толкания ядра показал результат 19,35	метра и в финал не вышел.
В 2009 году взял бронзу на Кубке Европы по зимним метаниям в Лос-Реалехосе и на Средиземноморских играх в Пескаре, участвовал в чемпионате Европы в помещении в Турине и в чемпионате мира в Берлине.
На чемпионате Европы 2010 года в Барселоне был шестым (поднялся в итоговом протоколе на пятую строку после дисквалификации Андрея Михневича).
В 2011 году с личным рекордом 20,43 стал четвёртым на чемпионате Европы в помещении в Париже.
В 2012 году занял 11-е место на чемпионате Европы в Хельсинки. На Олимпийских играх в Лондоне толкнул ядро на 19,86 метра, не преодолев предварительный квалификационный этап.
В 2013 году принял участие в чемпионате Европы в помещении в Гётеборге.
В июле 2014 года на чемпионате Хорватии в Вараждине установил личный рекорд в толкании ядра на открытом стадионе — 20,67 метра.
В 2016 году толкал ядро на чемпионате Европы в Амстердаме.
Завершил спортивную карьеру по окончании сезона 2017 года.